# إيثوس
الإقناع الأخلاقي (Ethos، نقحرة: إثوس أو إيثوس، كلمة يونانية تعني «سمة») تُستخدم لوصف المعتقدات أو المثل التوجيهية التي تميز مجتمعًا أو أمة أو أفكارًا. استخدم اليونانيون هذه الكلمة أيضًا للإشارة إلى قدرة الموسيقى على التأثير بالمشاعر والسلوكيات وحتى الأخلاق. تقدم القصص اليونانية القديمة عن أورفيوس هذه الفكرة بطريقة مقنعة. يعتمد استخدام الكلمة في البلاغة اعتمادًا وثيقًا على الاصطلاح الذي استخدمه أرسطو في مفهومه عن البراهين الفنية الثلاثة أو وسائل الإقناع، الذي يمنح الفضل للمتحدث، أو يأخذ المتحدث الفضل.

## اشتقاقها وأصلها
إيثوس كلمة يونانية تعني أصلًا «مكانًا معتادًا» (كما استُخدمت في الإلياذة 6.511، 15.268: «موائل الخيول»)، أو «عرف، عادة»، مكافئة للكلمة اللاتينية أعراف.
تشكل كلمة إيثوس جذر كلمة إيثيكوس، والتي تعني «الأخلاقيات، إظهار شخصية أخلاقية». وباعتبارها صفة في صيغة الجمع المحايدة تا إيثيكا.

## الاستخدام الحالي
في الاستخدام المعاصر، تشير إيثوس إلى السجية أو الشخصية أو القيم الأساسية الخاصة بشخص أو أشخاص أو شركة أو ثقافة أو حركة معينة. مثلًا، كتب الشاعر والناقد ت. س. إليوت في عام 1940 أنه: «إن الإيثوس (الأخلاقيات) العامة للشعب الذي يحكمه السياسيون تحدد سلوكهم». بصورة مشابهة، كتب المؤرخ أورلاندو فيجيز في 1996 أنه في روسيا السوفييتية في عشرينيات القرن الماضي «هيمنت إيثوس الحزب الشيوعي على كل جوانب الحياة العامة».
قد تتغير الإيثوس استجابة للأفكار أو القوى الجديدة. مثلًا، وفقًا للمؤرخ اليهودي آري كرامف، فقد أدت أفكار التحديث الاقتصادي التي وُرّدت إلى فلسطين في ثلاثينيات القرن الماضي «إلى ى هجر الإيثوس الزراعية وتلقي... إيثوس التطور السريع».

## البلاغة
في البلاغة، الإيثوس (مصداقية المتكلم) واحدة من البراهين الفنية أو وسائل الإقناع (وبقية المبادئ هي لوغوس وباثوس) التي ناقشها أرسطو في أطروحة «الخطابة» على أنها إحدى مكونات الحجة. ينبغي للمتكلمين إرساء الإيثوس منذ البداية. لا يمكن أن ينطوي هذا إلا على «الكفاءة الأخلاقية»، لكن أرسطو وسّع المفهوم ليشمل الخبرة والمعرفة. الإيثوس برأيه محدودة بما يقوله المتكلم. ومع ذلك، يجادل آخرون في أن إيثوس المتكلم تمتد إلى الشخصية الأخلاقية الإجمالية وتاريخ المتكلم وتتشكل بها، أي ما يعتقده الناس في شخصيته/ ها قبل أن يبدأ الخطاب (راجع إيسقراط).
وفقًا لأرسطو، ثمة ثلاثة أصناف للإيثوس:
- فرونيسيس: المهارات المفيدة والحكمة العملية
- أريتي: الفضيلة، النية الحسنة
- يونويا: النية الحسنة تجاه الجمهور

بمعنى أن الإيثوس لا تعود للمتكلم بل للجمهور وهي جذابة لعواطفهم. وبالتالي، فإن الجمهور هو من يقرر ما إن كان المتكلم رفيع الإيثوس أو دنيؤها. تضم انتهاكات الإيثوس:
- أن يكون للمتكلم مصلحة مباشرة في نتيجة المناقشة (مثلًا: شخص يدعي البراءة من جريمة).
- أن يكون للمتكلم فائدة مكتسبة أو غاية في نفسه في نتيجة المناقشة.
- أن لا يحوز المتكلم خبرة (مثلًا، إلقاء محام خطابًا حول السفر في الفضاء أقل إقناعًا من إلقاء رائد فضاء للخطاب نفسه).

إن الرفض الكامل لأي حجة تستند إلى أي من انتهاكات الإيثوس المذكورة أعلاه مغالطة غير رسمية (مغالطة الدافع). قد تكون الحجة مشبوهة بالفعل، لكنها ليست باطلة في حد ذاتها.
أمثلة عن الإيثوس:
أنا عالم مناخ، لذا أنا مؤهل لإخبارك عن التغير المناخي وآثاره على البيئة.
بصفتي مدرس تاريخ، أنا مؤهل لإجراء جولة غيتيسبيرغ هذه اليوم.